# Вооружённые силы Таджикистана

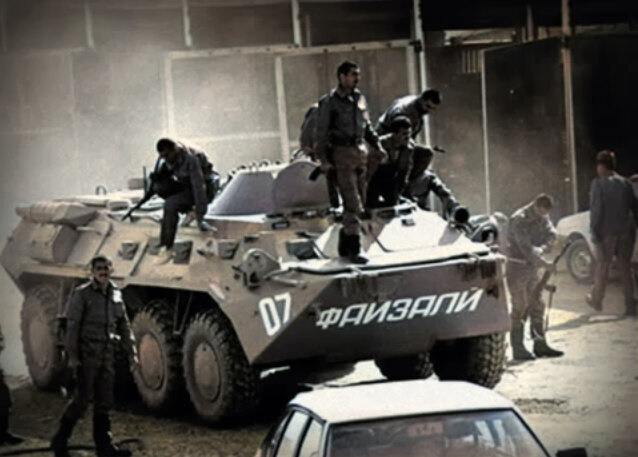
Военнослужащие 15-й отдельной бригады специального назначения, Таджикистан, 1992 год.

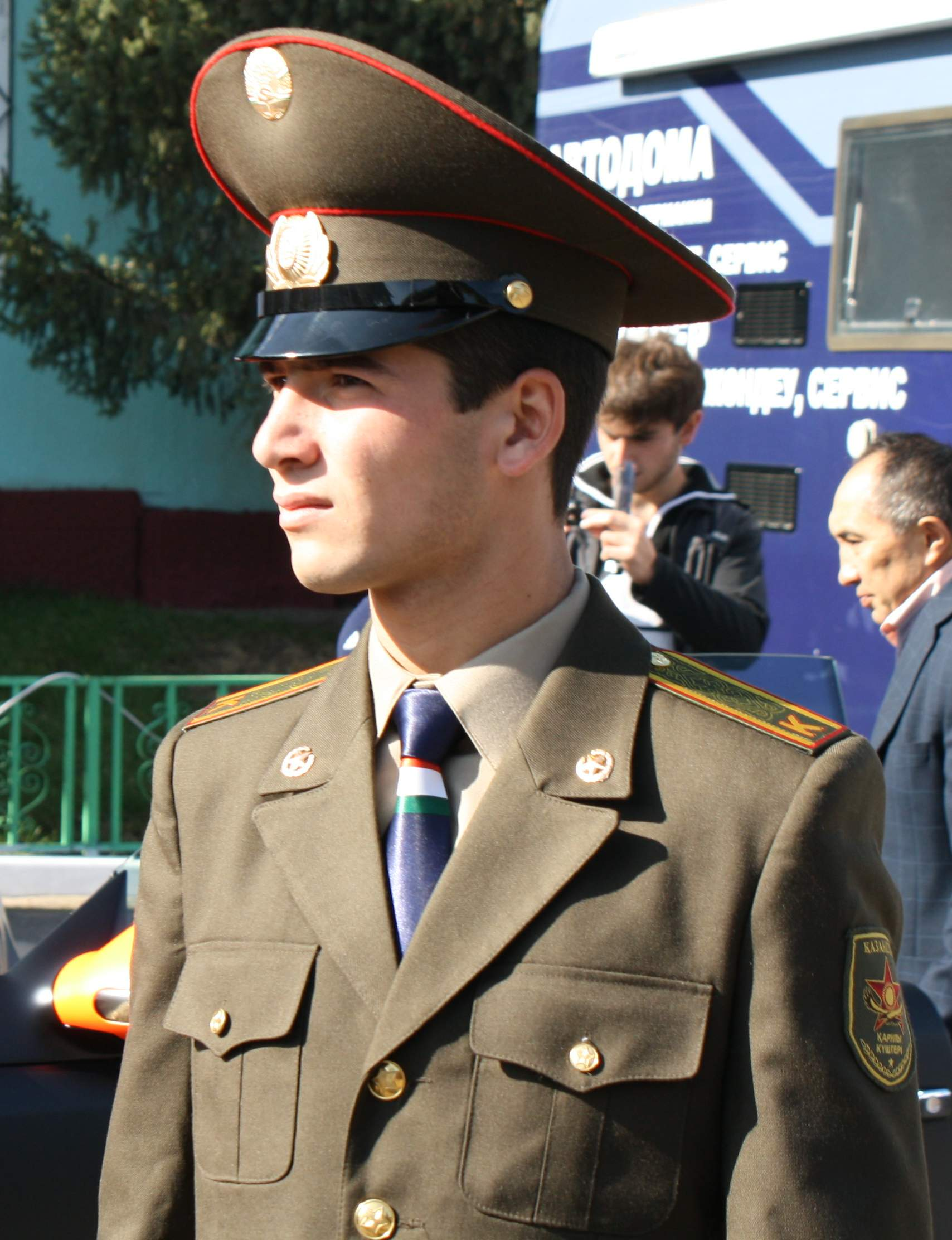
Военнослужащий Таджикистана (курсант), обучающийся в Военном институте Сухопутных войск ВС РК (Алма-Ата). Форма одежды — казахстанская, но кокарда и эмблемы на фуражке и флаг на галстуке — ВС Таджикистана.

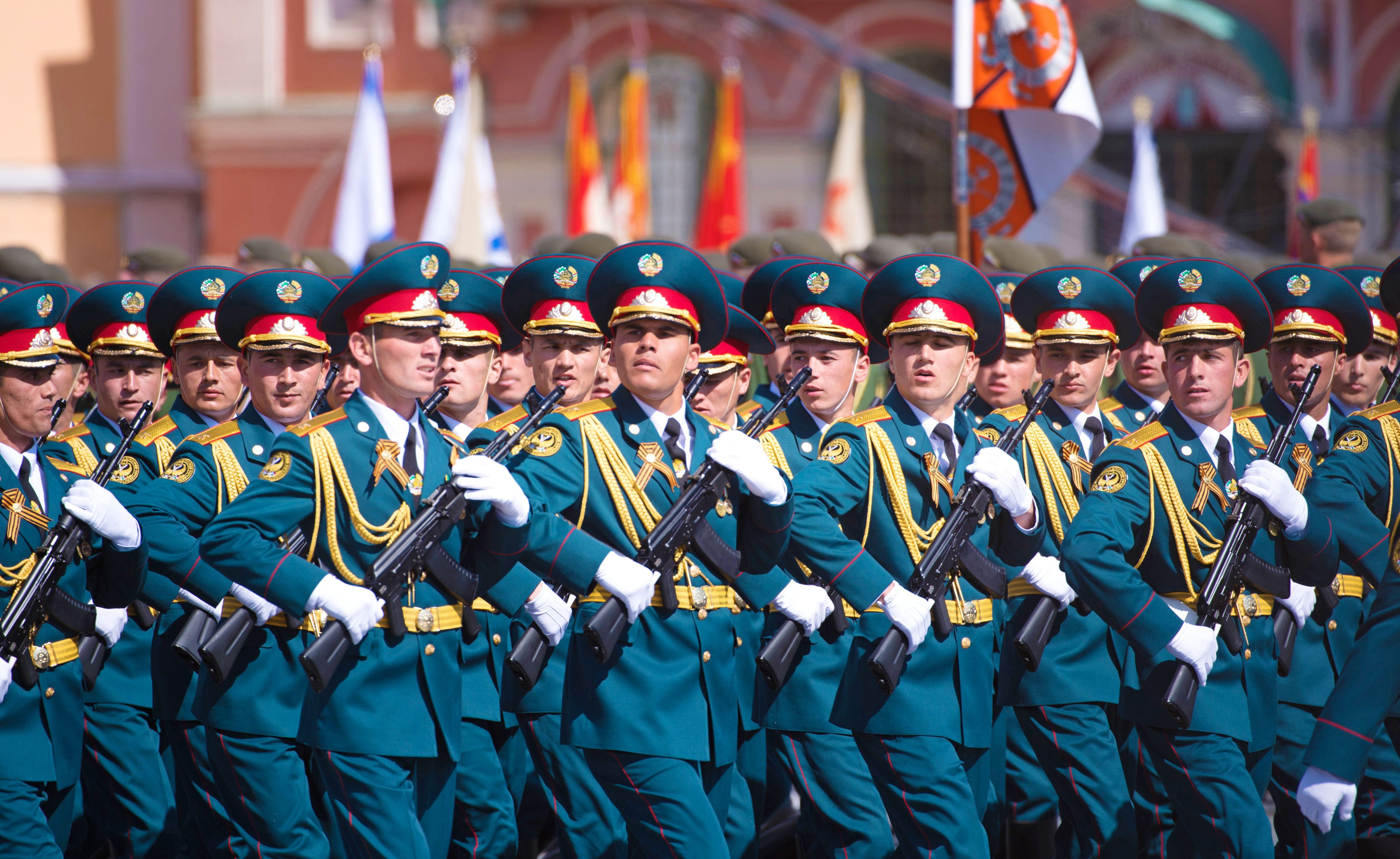
Военнослужащие на Параде Победы 9 мая 2015 года на Красной площади

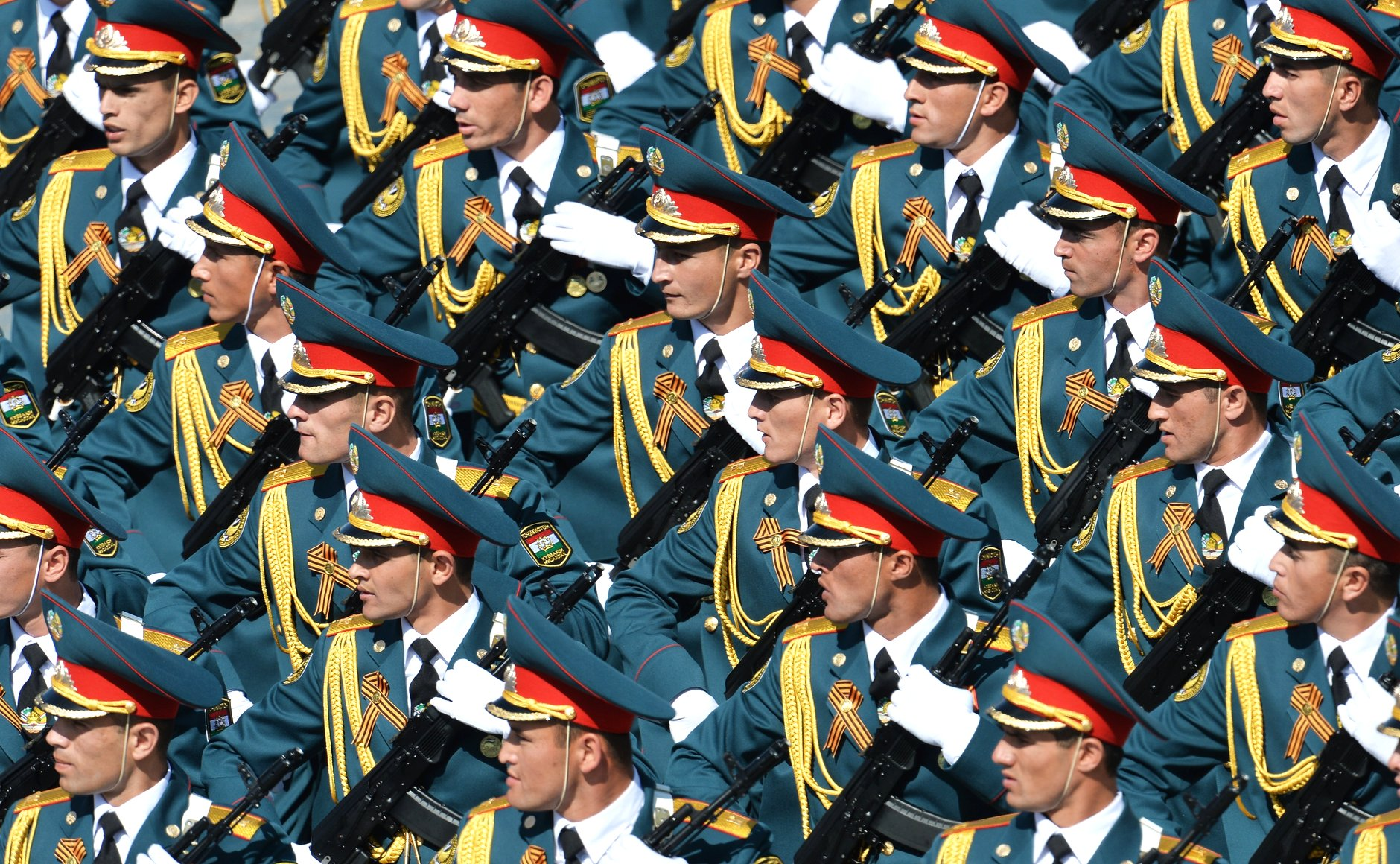
Военнослужащие на Параде Победы 9 мая 2015 года на Красной площади

Вооружённые силы Республики Таджикистан (ВС Таджикистана) — государственная вооружённая организация Республики Таджикистан (Таджикистана), предназначенная для защиты его суверенитета и территориальной целостности в случае агрессии, войны.
Верховным Главнокомандующим Вооружёнными Силами Таджикистана является Президент Республики Таджикистан.
Вооружённые силы состоят из сухопутных войск, мобильных войск, военно-воздушных сил, сил специальных назначений, воздушно-десантные войска, сил противовоздушной обороны (СПВО), президентской национальной гвардии и сил безопасности (внутренних и пограничных войск).
Важным фактором является также наличие на территории страны формирований Вооружённых сил Российской Федерации, главным образом, 201-й военной базы (ранее 201-я Гатчинская мотострелковая дивизия).
На 201 базе ВС РФ находятся примерно 300 танков Т-72, также есть бронетранспортёры, боевые машины пехоты, артиллерия, зенитные ракетные комплексы С-300. В авиагруппу входят вертолёты Ми-8, Ми-24, штурмовики Су-25. Инструкторами базы каждый год готовятся до 1000 младших специалистов для армии Таджикистана.
Вооружённые силы комплектуется смешанным способом по контракту и призыву. Срок службы по призыву составляет два года, для окончивших высшее учебное заведение — один год.

## История
В отличие от остальных бывших советских республик Средней Азии Таджикистан не получил в наследство никакого вооружения Советской Армии ВС СССР. Вместо этого Министерство обороны Российской Федерации взяло под контроль дислоцированную в Душанбе 201-ю мотострелковую дивизию, перенеся командование дивизии из Ташкента (ставшего столицей независимого Узбекистана) в Москву.
На территории Таджикистана располагался крупный контингент советских пограничных войск ВС СССР, который в дальнейшем комплектовались российским офицерским составом и таджикскими призывниками.
Долгое время на территории Таджикистана дислоцировались миротворческие силы СНГ (располагались на базе 201 мд).
Вследствие присутствия в стране формирований российских войск и гражданской войны, Вооружённые силы Таджикистана формально и юридически появились только в апреле 1994 года, хотя датой отсчёта считается 23 февраля 1993 года, когда части, только что сформированные из Народного фронта прошли торжественным маршем по Душанбе.
На протяжении 1990-х годов таджикская армия была малоуправляема, имела низкую дисциплину и старалась поддерживать в состоянии свою технику. Уклонения от призыва и дезертирство были частой практикой. Отражая нападения раздроблённых групп бандитов, в конце 1995 года, армейские бригады Махмуда Худойбердыева (1-я) и Файзали Саидова (11-я) перестреливались несколько раз и снова воевали друг против друга в качестве Бригады быстрого реагирования (бывшая бригада М. Худойбердыева) и Президентской гвардии в июне 1996 года. Полковник Худойбердиев был в результате отстранён от командования. Вследствие этих событий, правительство попыталось дисциплинировать армию, но это имело лишь частичный успех.
В состав Вооружённых сил Республики Таджикистан ежегодно призывается (и соответственно увольняется в запас) около 15 000 — 16 000 человек личного состава. По официальным данным, в государстве насчитывается более 600 000 человек призывного возраста, из которых около 150 000 человек имеют право на отсрочку (освобождение) от военной службы по различным причинам, а ещё около 100 000 человек находятся на заработках за рубежами РТ.
Случай нарушения дисциплины отмечен в российских СМИ в 2014 году — в результате ссоры произошла перестрелка между пограничниками Таджикистана и Кыргызстана.

## Структура Вооружённых сил[7]

### Сухопутные войска
- 1-я мотострелковая бригада (Бохтар)
- 3-я мотострелковая бригада (Худжанд)
- 12-я артиллерийская бригада (Душанбе)
- 14-й гвардейский мотострелковый полк
- 27-й отдельный противотанковый дивизион
- 7834-й отдельный разведывательный батальон
- 39-й отдельный медико-санитарный батальон
- 25-й отдельный батальон связи
- 56-я рота химической и биологической защиты

### Мобильные войска
- 7-я десантно-штурмовая бригада
- отдельная мотострелковая бригада быстрого реагирования
- три батальона МВ входят в состав Коллективных сил оперативного развертывания (КСБР) Центрально-Азиатского региона коллективной безопасности, действующих в рамках Организации Договора о коллективной безопасности (ОДКБ).
- 89-й танковый полк
- 74-й артиллерийский полк
- 21-й отдельный ракетный дивизион
- 67-я батарея управления и артиллерийской разведки
- 61-й инженерно-сапёрный батальон
- 70-й ремонтно-восстановительный батальон
- 127-й батальон материального обеспечения.

### Военно-воздушные силы и силы противовоздушной обороны
- Н-я отдельная вертолётная эскадрилья (аэродромы Айни, Душанбе, Бохтар и Худжанд)
- 536-й зенитный ракетный полк (Душанбе)
- 45-й радиотехнический батальон (Душанбе)
- 97-я зенитно-ракетная бригада (Бохтар)
- 770-й зенитно-ракетный полк (Исфара)
- 74-й зенитно-ракетный полк (Худжанд)
- 69-й зенитно-ракетный полк (Куляб)
- 42-й зенитно-ракетный полк (Душанбе).
- 14-й дивизион РЭБ (Душанбе).
- 13-й дивизион РЭБ (Худжанд, Айни, Исфара).
- 12-й дивизион РЭБ (Куляб).

ВВС и СПВО ВС Таджикистана до недавних пор не имели боевых самолётов. Охрану воздушного пространства страны осуществляла ВВС ВС России. ВВС и СПВО РФ использовали вертолёты Ми-8, Ми-24, комплекс С-300 и штурмовик Су-25.

## Основное вооружение
Согласно данным IISS The Military Balance на 2021 год Сухопутные Войска Таджикистана имели в своём распоряжении следующие основное вооружение и военную технику.
| Т-72                              | СССР  | Основной танк                  | 33                 | 30 T-72; 3 T-72B1                                 |
| Т-62                              | СССР  | Основной танк                  | 7                  |                                                   |
| Боевые машины пехоты              |       |                                |                    |                                                   |
| БМП-1                             | СССР  | Боевая машина пехоты           | 8                  |                                                   |
| БМП-2                             | СССР  | Боевая машина пехоты           | 15                 |                                                   |
| Броневые транспортёры             |       |                                |                    |                                                   |
| БТР-60/БТР-70/БТР-80              | СССР  | бронетранспортёр               | 23                 | В 2023 году начата замена на Streit Group Spartan |
| БРДМ-2М                           | СССР  | бронетранспортёр               | 10                 |                                                   |
| NORINCO VP11                      | Китай | бронетранспортёр               | 13                 |                                                   |
| Dajiang CS/VN3                    | Китай | бронетранспортёр               | 8                  |                                                   |
| WZ-523                            | Китай | бронетранспортёр               | 6                  |                                                   |
| YW-531H                           | Китай | бронетранспортёр               | 5                  |                                                   |
| Реактивные системы залпового огня |       |                                |                    |                                                   |
| БМ-21 Град                        | СССР  | РСЗО                           | 15                 |                                                   |
| ТОС-1А "Солнцепёк"                | СССР  | ТОС                            | Н/К                |                                                   |
| Ураган                            | СССР  | РСЗО                           | Н/К                |                                                   |
| Артиллерийские системы            |       |                                |                    |                                                   |
| 122-мм гаубица Д-30               | СССР  | 122 мм                         | 13                 | Буксируемая                                       |
| 2С1                               | СССР  | САУ                            | 3                  |                                                   |
| ПМ-38                             | СССР  | 120 мм миномёт                 | 10                 |                                                   |
| Системы ПВО                       |       |                                |                    |                                                   |
| С-75                              | СССР  | ЗРК малой дальности            | 18ПУ               |                                                   |
| С-125 Печора-2М                   | СССР  | самоходная ЗРК малой дальности | 16ПУ               |                                                   |
| Стрела-2                          | СССР  | ЗРК                            | несколько десятков | ПЗРК                                              |
| Шилка                             | СССР  | Самоходная ЗСУ                 | 28                 |                                                   |
| С-60                              | СССР  | зенитная пушка                 | 22                 |                                                   |

### Военно-воздушные силы и силы ПВО
| Ми-8, Ми-17ТМ | СССР         | Транспортный вертолёт | 11  | 1 вертолёт Ми-8 разбился 6 октября 2010 года |
| Як-52         | СССР         | Тренировочный         | н/д |                                              |
| Ми-24         | СССР         | ударный вертолёт      | 4   |                                              |
| Ту-134А       | СССР         | VIP                   | 1   |                                              |
| L-39 Albatros | Чехословакия | Тренировочный         | 4   |                                              |

## Образование
В Таджикистане действуют два военных учебных заведения:
- Военный институт Республики Таджикистан
- Военный лицей Минобороны Республики Таджикистан имени генерал-майора Тошмухамадова (переименован в 1999 году из Суворовской школы (1984 год)/ Срок обучения в военном лицее — два года, после чего выпускники продолжают обучение в Военном институте или военных вузах иностранных государств (Россия, Индия, Китай и так далее).
- Учебный центр ВС США, в Турсунзаде (45 км от Душанбе), подготовка военнослужащих для ВС РТ[12].

Также высшее военное образование граждане Таджикистана получают в высших учебных заведениях Министерства обороны России. С 2015 года инструктора 201-й российской военной базы занимаются обучением военнослужащих Вооружённых сил Таджикистана по военно-учётным специальностям младших специалистов.